# مرد مجرد و دختر جوان
مرد مجرد و دختر جوان (انگلیسی: The Bachelor and the Bobby-Soxer) فیلمی در ژانر کمدی رمانتیک به کارگردانی اروینگ ریس و دور شری است که در سال ۱۹۴۷ منتشر شد و برنده جایزه اسکار بهترین فیلمنامه شد.

## بازیگران
- کری گرانت
- میرنا لوی
- شرلی تمپل
- رودی واله
- هری دونپورت
- ری کالینز
- کارول هیوز
- دان بدو
- اروینگ بیکن
- جی. فارل مک‌دانلد
- ودا ان برگ
- ویلیام بیکول
- میکی سیمپسون